# Чемериське (Звенигородський район)
Чемери́ське — село в Україні, у Водяницькій сільській громаді Звенигородського району Черкаської області, рентр сільської ради. Розташоване за 35 км на захід від районного центру — міста Звенигородка. Населення — 210 чоловік (на 1 січня 2008 року).
На території села виявлено поселення трипільської культури, кургани скіфських часів, поселення і поховання черняхівської культури.

## Історія
Про походження села Чемериське ходять кілька легенд. Старожили розповідають, що колись цією місцевістю проїжджав пан зі своїм слугою. По дорозі він загубив чемерку. Довго прийшлося її розшукувати. Від того місця, де чемерку було знайдено, походить назва села Чемериське. Інша легенда говорить, що через населений пункт протікали 7 річок.
Зі слів старожилів село раніше мало назву Семирічка оскільки з села витікало 7 річок і всі в різні напрямки, оскільки територія села знаходиться на вододілі. Коли економією графа Потоцького, яка знаходилась на території сучасного хутора Барвінок, управляв німець, стались зміни у назві села, звичайно в німецькій вимові Семирічка звучало як Чемериське.
Хутір Барвінок головним чином був заселений вже після революції, а до того тут проживала лише прислуга, яка працювала в економії, було тут близько п'яти хат вздовж вулиці, горою в напрямку до давнього хутора Гонтарівка, назва якого походить від слова -гонта, дерев'яних дощечок якими вкривалась покрівля будівель. Очевидно ліс та хутір були пов'язані з виробництвом гонти. Ліс також має однойменну назву Гонтарівський. Крім того Гонтарівський ліс відділений від поселення річкою Гонччарухою, що говорить про те, що тут очевидно проживало чимало гончарів. Через річку від залишків поселення Гонтарівки, на узбіччі лісу залишки кар'єрного видобутку глини. До революції хутір належав шляхтичам Ястремським. Нащадки цього роду і донині проживають на території Звенигородського району.
Неподалік від хутора Барвінок, на узбіччі Фадієвого лісу, що біля сусіднього села Чижівка в долині річки Гончаруха знаходиться місцина, яка має назву Гетьманщина. Гора на схилі між Гнтарівським та Фадієвим лісом має назву Козацькі штани.
Є легенда згідно з якою саме цією місциною проходив зі своїм військом легендарний Гонта і декілька днів провів в однойменному лісі.
Раніше землі села належали графу Потоцькому. Але граф у селі не жив і маєтком, до складу якого входили село Чемериське і хутір Барвінок, управляв Міхельсон. У центрі села виблискувала позолоченими куполами церква. До сьогодні вона не збереглася. Поряд з церквою була церковно-парафіяльна школа. Навчали дітей учитель Кононюк Кирило Фотійович та священик Марчевський. Школу відвідувало дуже мало дітей, оскільки навчання коштувало дорого.
За архівними даними за 1900 року, у селі нараховувалося 1 586 жителів, з них — 789 чоловіків та 797 жінок.
Село постраждало внаслідок геноциду українського народу, проведеного окупаційним урядом СССР 1932—1933 та 1946–1947 роках.
У 1931 році, під час примусової колективізації, в селі Чемериське був організовано перший колгосп, який носив назву «Комінтерн». Першим головою колгоспу був Іщенко Андрій Демидович.

## Сучасність
На території села функціонують загальноосвітня школа І ступеня, сільський клуб, фельдшерсько-акушерський пункт, сільська бібліотека, відділення зв'язку; надаються послуги населенню соціальними працівниками. Учні старших класів забезпечені шкільним автобусом.
На сьогодні на території сільської ради розвивається мале підприємництво, працюють приватний магазин, який забезпечує населення товарами повсякденного вжитку, торгова точка від Укрпошти у відділенні зв'язку.
У 2007 році жителі села уклали договори оренди на земельні частки (паї) із СФГ «Поліщук», директором якого є О. В. Поліщук.

## Відомі люди
Уродженцями села є:
- Власюк Петро Антипович (* 1905 — † 1980) — український агрохімік, ґрунтознавець і фізіолог рослин, академік АН УРСР, заслужений діяч науки УРСР;
- Гончарук Володимир Андрійович (* 23 березня 1918 — † 12 липня 1942) — Герой Радянського Союзу, який повторив подвиг Миколи Гастелло[2].